# Карманный оракул
Карманный оракул (исп. Oráculo Manual y Arte de Prudencia) (полное название: «Карманный оракул или Наука благоразумия, где собраны афоризмы, извлеченные из сочинений Лоренсо Грасиана») — книга, написанная в 1647 году Балтасаром Грасианом-и-Моралесом, более известным как Бальтасар Грасиан. Это коллекция из 300 сентенций. В них содержатся комментарии по различным темам, даются советы и рекомендации о том, как жить полноценно, развиваться в обществе и быть лучше. Книга стала очень популярной во всей Европе.

## Русский перевод
- Придворной человек. Пер. С. С. Волчкова. Санкт-Петербург, 1741; второе издание — 1760.
- Карманный оракул. Критикон. Пер. и комм. Е. М. Лысенко и Л. Е. Пинского. Москва, «Наука», 1984 (серия «Литературные памятники»).
- Карманный оракул. Пер. Е. М. Лысенко. Москва, «Астрель: Полиграфиздат», 2012 (серия «Philosophy»)